# Стулпиньш

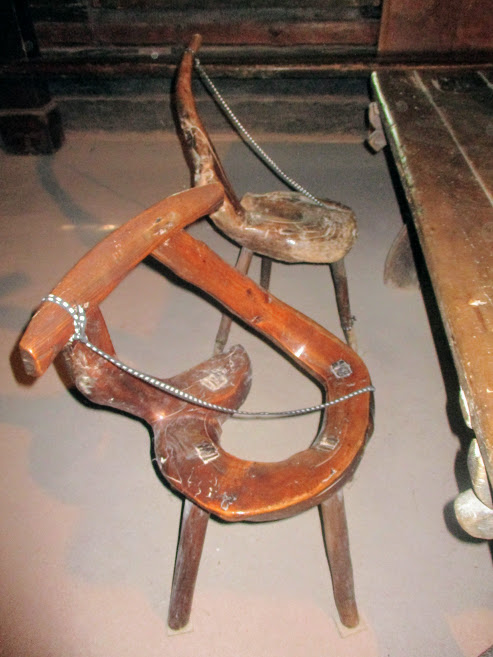
Стулпиньши в Латвийском этнографическом музее

Стулпиньш (латыш. stulpiņš) — традиционный табурет или стул, характерный для прибрежных районов Латвии.

## Описание
Представляет собой архаичный крестьянский табурет из толстого кривого корня или сука дерева хвойных пород. Заготовка подвергалась минимальной обработке: кроме чистки и полировки, в ней довольно часто высверливали отверстия и вставляли для устойчивости дополнительные ножки, иногда делали спинку и более мелкие детали.

## История и применение
Мебель схожей конструкции встречается во всем прибалтийском регионе, что связано с доступностью деревьев подходящих пород и форм, в частности, можжевельника и сосны.
В Латвии традиция изготовления стулпиньшей сложилась к XVII веку на юго-восточном побережье Курляндии, где они существовали параллельно стульям современного типа из городских мастерских и вышли из употребления в конце XIX века.
Использовались в быту наряду со лавками, например, у прялки, у печи, чтобы снять обувь, а также для ритуальных и праздничных церемоний. Так, образец из Руцавы, переданный позднее в Латвийский этнографический музей, служил для свадебного обряда «мичошана» (латыш. mičošana): невесту сажали на стулпиньш, снимали с неё венок или корону и надевали чепец, символ замужней женщины.
Стулпиньш повлиял на латвийский дизайн мебели. Ансис Цирулис изготовил модернизированные стилизованные образцы для Посольского зала Рижского замка, в 1960-х годах фанерная фабрика Latvijas Bērzs выпустила серию столов и табуретов с тремя ножками, в 2005 году свой вариант стулпиньша создала дизайнер Элина Бушмане.
Включён в культурный канон Латвии.